# ブルーノ・パスキエ
ブルーノ・パスキエ（Bruno Pasquier、1943年12月10日 - ）は、フランスのヴィオラ奏者。
ヌイイ＝シュル＝セーヌ出身。1957年から1963年までパリ音楽院に在学し、エティエンヌ・ジノ、およびパスキエ三重奏団のヴィオラ奏者だった父ピエールにヴィオラを学んだ。1963年から1967年までベルネード弦楽四重奏団に所属し、1965年に同四重奏団の一員としてミュンヘン国際音楽コンクールの弦楽四重奏部門で2位入賞を果たした。1965年から1985年までパリ・オペラ座管弦楽団の首席ヴィオラ奏者を務め、1970年から弟レジスとロラン・ピドゥーとで新パスキエ三重奏団を結成。1985年から1990年までフランス国立管弦楽団の首席ヴィオラ奏者を務めた。1972年から母校のパリ音楽院で後進の指導も行う。